# Giovanni Vermexio

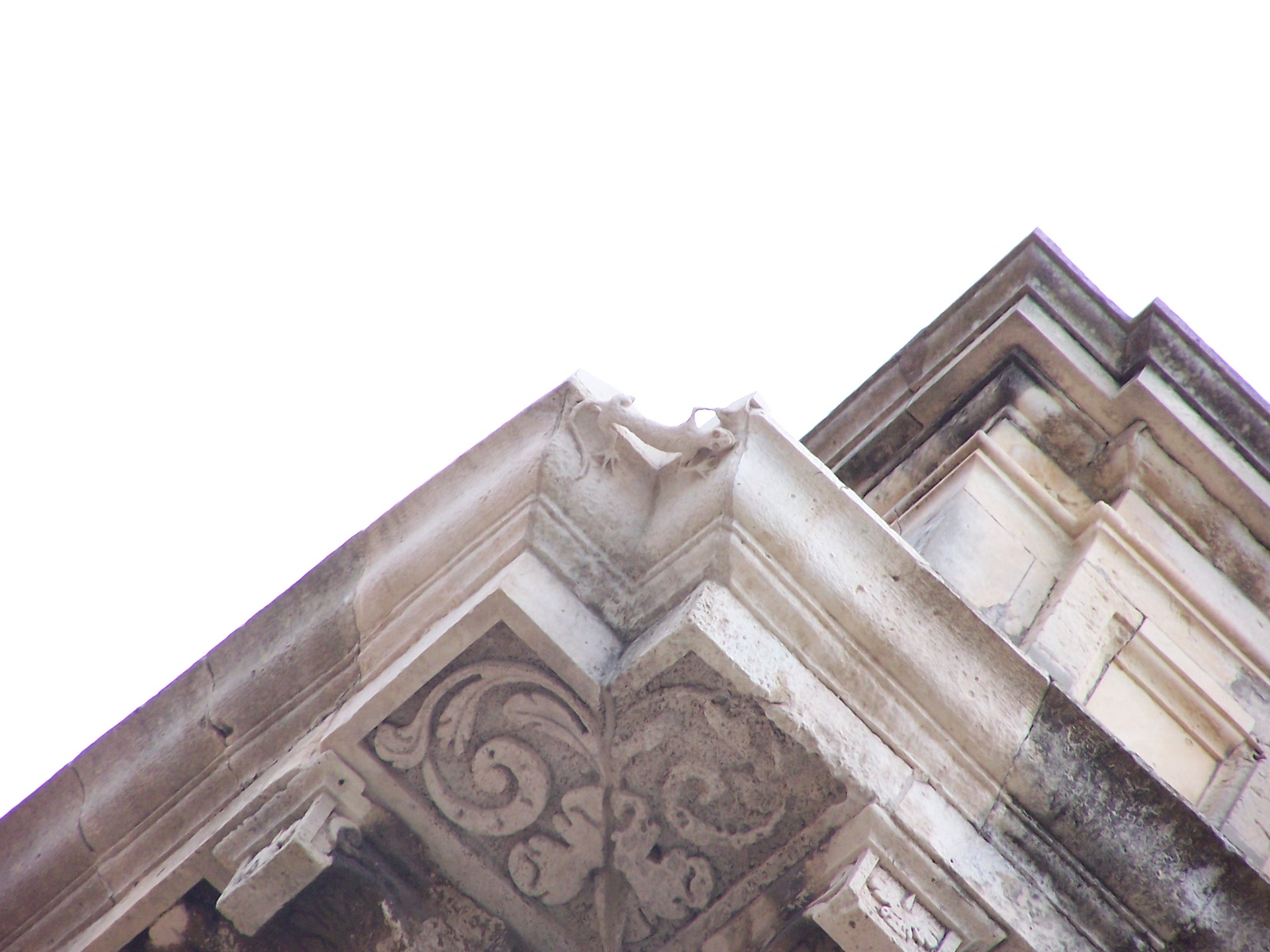
Lucertola vermexiana, Palais Vermexio, Syracuse

Giovanni Vermexio (? - Syracuse, 1648) est un architecte italien actif au XVIIe siècle

## Biographie
Giovanni est le fils d'Andrea Vermexio, un architecte d'origine espagnole.
Les premières informations le concernant datent de 1618 : l'évêque  Juan de Torres Osorio lui commande la construction du palais épiscopal. 
En 1621 Giovanni Vermexio est nommé « capomastro alle fabbriche »  de la ville de Syracuse.
La lucertola vermexiana (Lézard vermexian) est le symbole de sa signature.

## Œuvres principales
- Palazzo del Vermexio,(1629 - 1648),  aujourd'hui palais communal.
- Le maître d'autel de la chapelle du Sacrement de la Cathédrale de Syracuse,
- l'église San Filippo Neri de Syracuse,
- La chapelle de l'église Santa Lucia al Sepolcro, Syracuse
- La fontaine du jardin de la Casa dello scirocco à Carlentini.
- Palais de l'Archeveché (1618), Syracuse

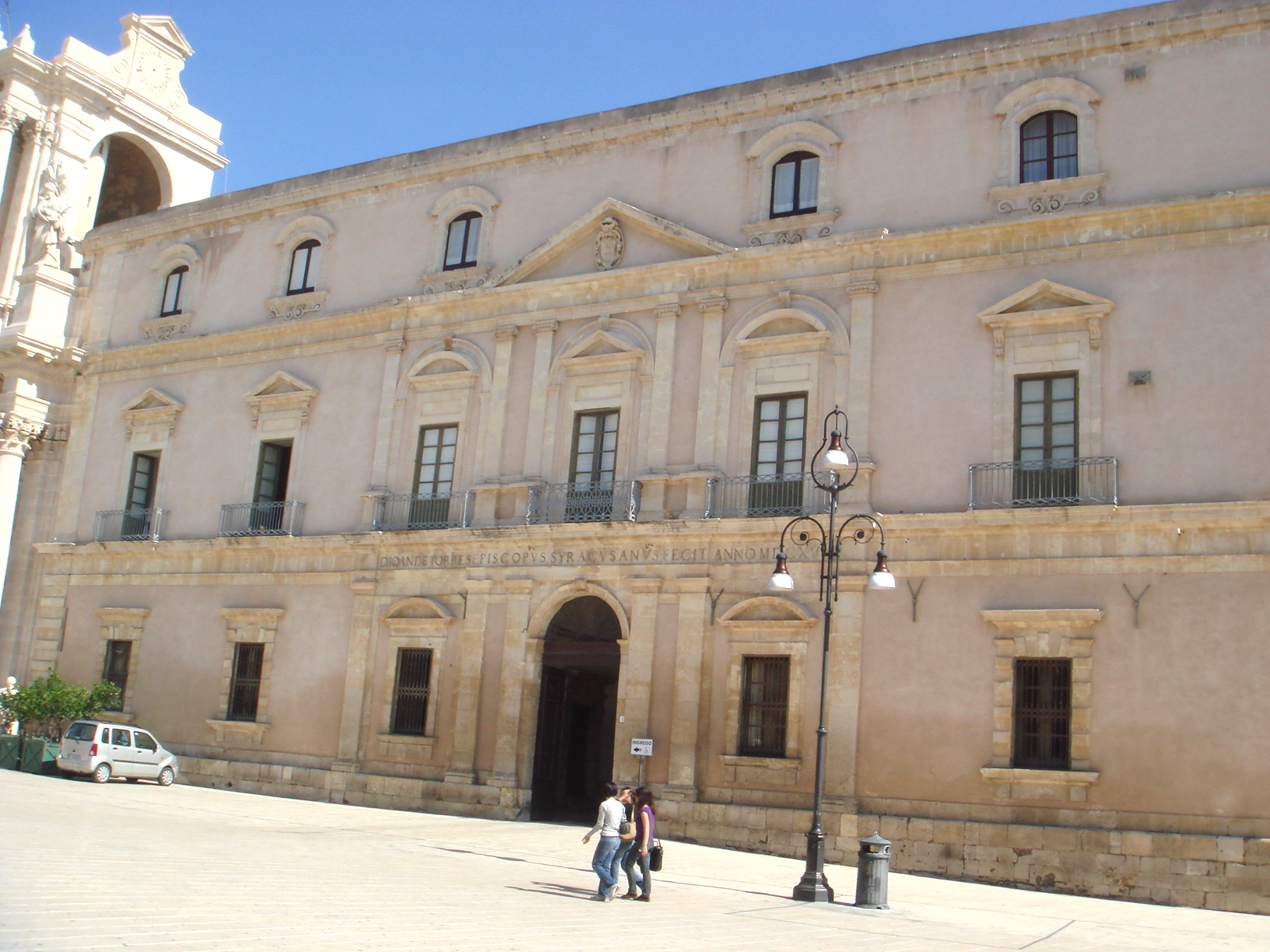
Palais de l'archeveché
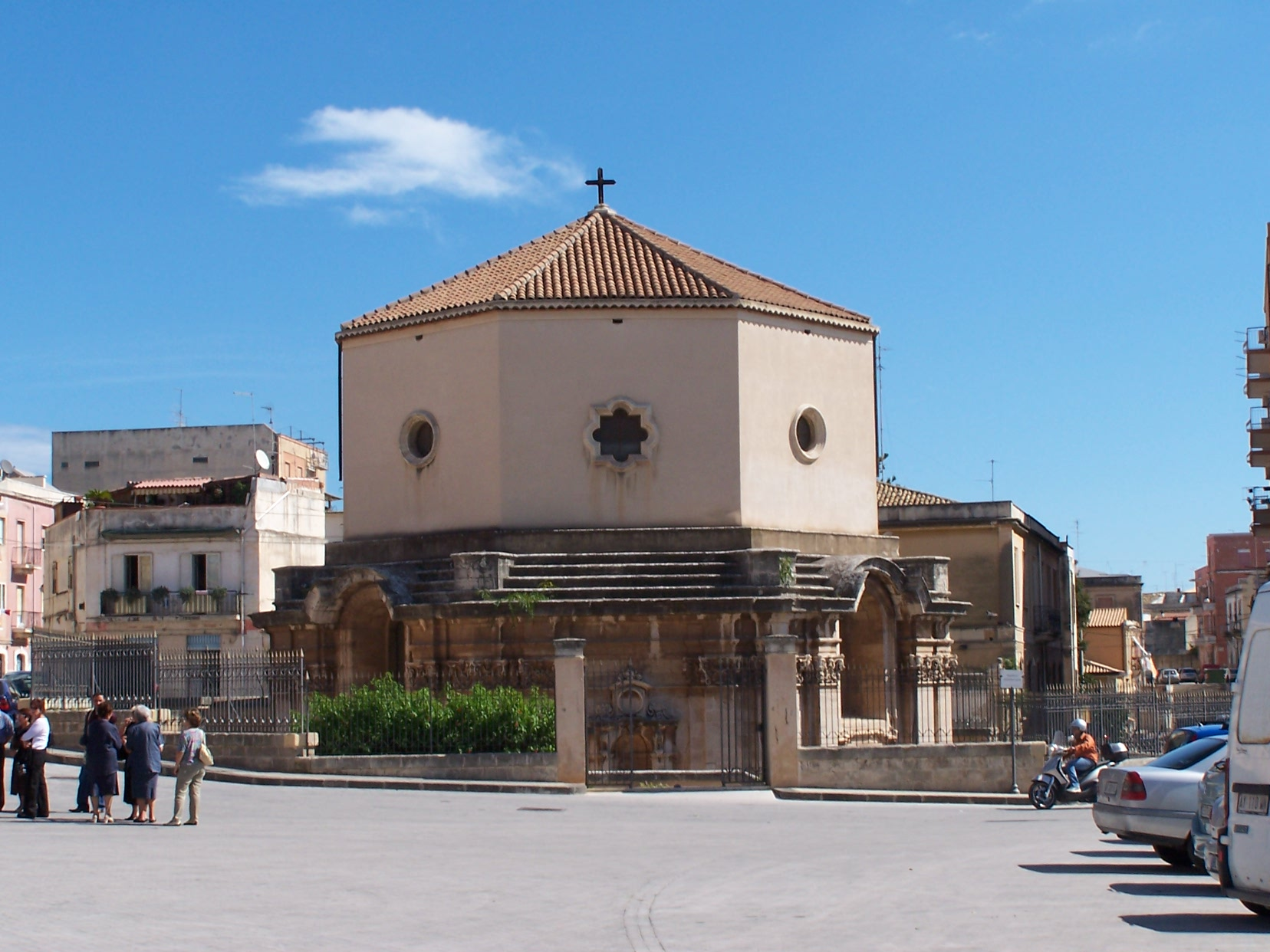
Chapelle de l'église Santa Lucia al Sepolcro
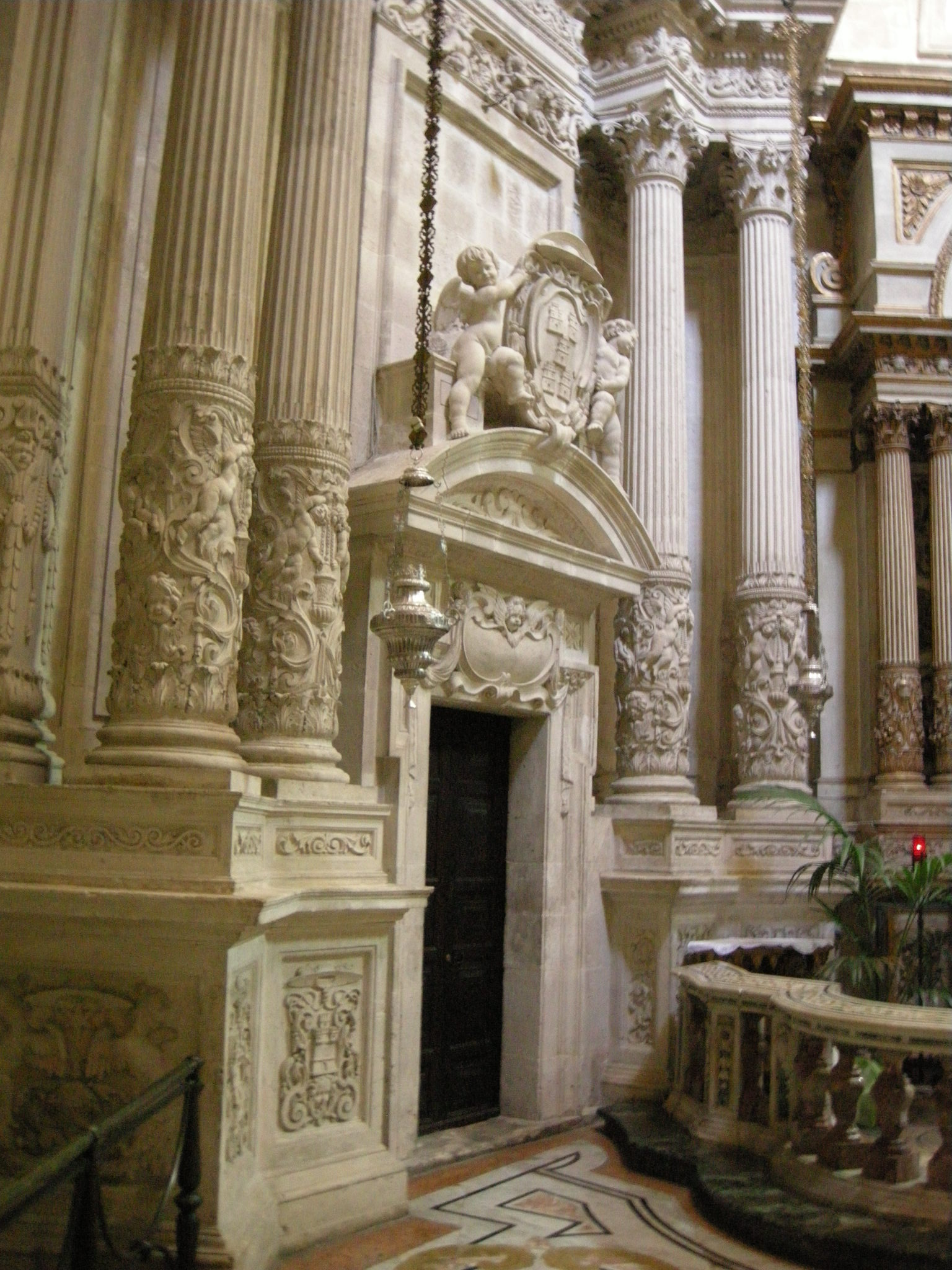
Chapelle du Sacrement, Cathédrale de Syracuse
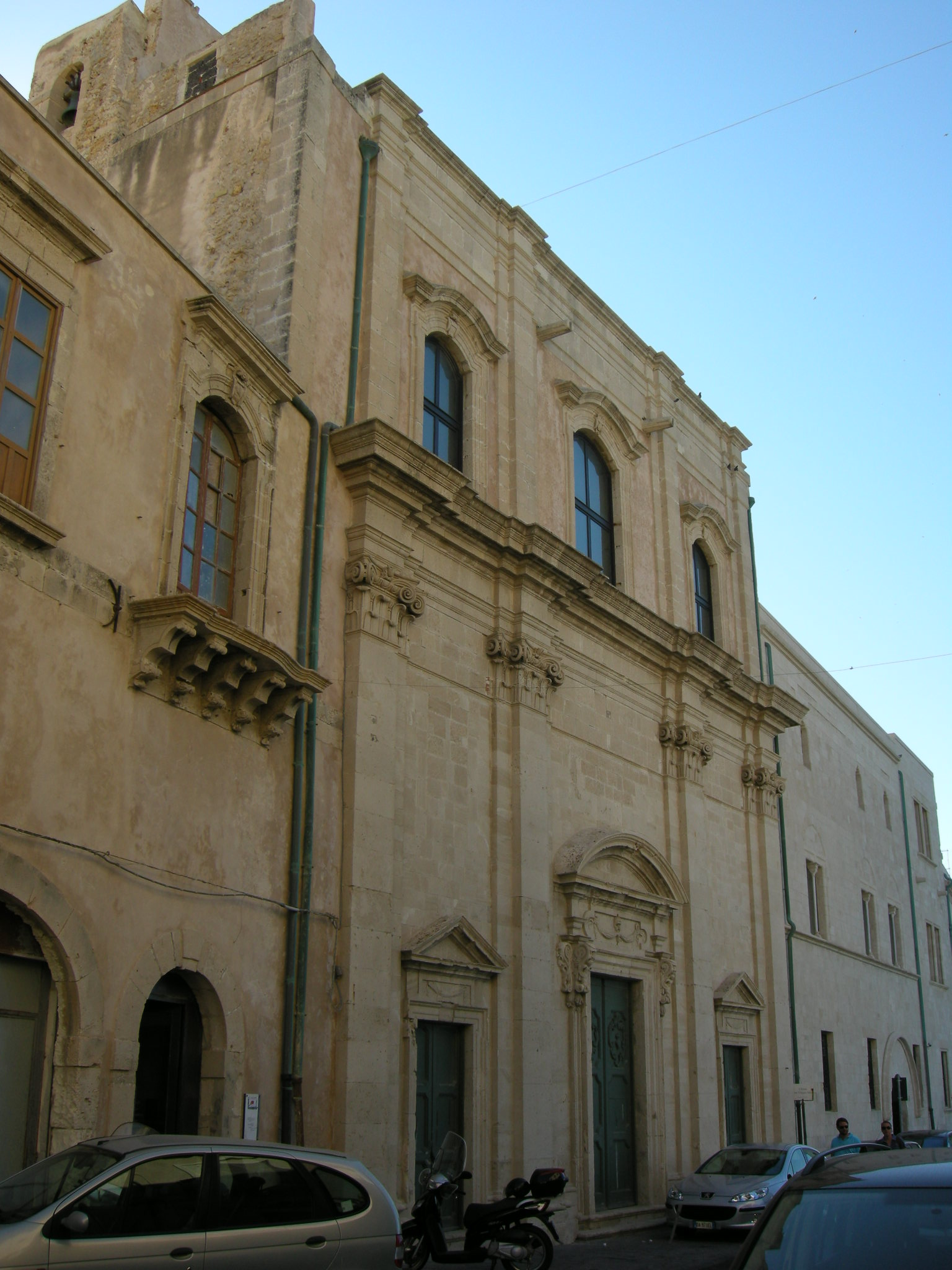
San Filippo Neri,